# Cornelius Vanderbilt
Cornelius Vanderbilt I (Staten Island; 27 de mayo de 1794 - Manhattan; 4 de enero de 1877), también conocido como El Comodoro,fue un empresario estadounidense que amasó su fortuna gracias al transporte mediante barcos y ferrocarriles. Fue el patriarca de la familia Vanderbilt.
Vanderbilt era el cuarto de nueve hijos de Cornelius Vanderbilt y Phebe Hand, cuya modesta familia vivía en Port Richmond, en Staten Island, Nueva York.
Su cuarto abuelo (padre de su tatarabuelo), Jan Aertson, era un granjero neerlandés de la villa De Bilt en la provincia de Utrecht, que emigró a Nueva Ámsterdam (actual Nueva York) en 1650, siendo contratado allí como sirviente. El término neerlandés "van der" (de los) fue finalmente conjuntado con el nombre de su poblado natal para crear "van der bilt", que posteriormente se condensó a Vanderbilt. La mayor parte de los ancestros de Vanderbilt eran ingleses, siendo Jacob Vanderbilt, su abuelo, el último de origen neerlandés.
En el negocio ferroviario, la compañía de Vanderbilt era la Accessory Transit Company (compañía de tránsito accesorio).
Cornelius Vanderbilt se casó el 19 de diciembre de 1813 con su prima y vecina, Sophia Johnson (1795-1868), hija de su tía Elizabeth Hand Johnson, que era hermana de su madre. Junto con su esposa Sophia tuvo 13 niños, de los que 12 alcanzaron la edad adulta.

## Imperio de transbordadores
Durante su juventud, Cornelius Vanderbilt trabajó en los transbordadores de Nueva York, renunciando a la escuela a la edad de 11 años. Para los 16 años estaba operando su propio negocio de transporte de pasajeros entre Staten Island y Manhattan.
Durante la Guerra de 1812, recibió un contrato gubernamental para proporcionar suministros a los fuertes situados alrededor de la ciudad de Nueva York, por medio de goletas a vela, oficio por el que obtuvo su apodo de "Comodoro".
En 1818 dirigió su atención hacia los barcos de vapor. La legislación neoyorquina otorgaba a Robert Fulton y Robert R. Livingston un monopolio legal sobre el tráfico de embarcaciones de vapor, lo que prohibía legalmente la competencia. Trabajando para Thomas Gibbons, Vanderbilt competía mejorando los precios ofrecidos por Fulton y Livingston para el servicio entre Nuevo Brunswick (Nueva Jersey) y Manhattan, un importante tramo de la ruta comercial entre Nueva York y Filadelfia.
Vanderbilt logró escabullirse de aquellos que buscaban arrestarlo y confiscar su embarcación. Livingston y Fulton le ofrecieron un lucrativo empleo pilotando su barco, pero Vanderbilt rechazó la oferta diciendo "no me importa tanto hacer dinero, sino probar mis argumentos y obtener una ventaja". Para Vanderbilt, el argumento era la superioridad de la libre competencia y la maldad de los monopolios gubernamentales. A raíz de esto Livingston y Fulton interpusieron una demanda; el caso llegó a la Corte Suprema de los Estados Unidos y finalmente acabó con el monopolio de Fulton y Livingston.
En 1829 Vanderbilt se independizó para proporcionar servicio de barco a vapor en el río Hudson entre Manhattan y Albany, Nueva York. Para la década de 1840 tenía 100 barcos a vapor recorriendo el Hudson y la reputación de contar con más empleados que ningún otro negocio en los Estados Unidos.
Durante la Fiebre del Oro de California en 1849, ofreció transporte por medio de un atajo pasando por Nicaragua hacia California, eliminando 960 kilómetros del recorrido y un 50% sobre el costo de un viaje a través del Istmo de Panamá.

## Imperio ferroviario

### Interés inicial en los ferrocarriles
Ustedes se han dedicado a engañarme. No pienso demandarlos, pues la ley es demasiado lenta. Pienso arruinarlos.
Cornelius Vanderbilt, 1853 - en una carta a sus antiguos asociados de negocios Morgan & Garrison, una sociedad entre Charles Morgan y C.K. Garrison. 

El papel que jugó Vanderbilt en el desarrollo inicial del ferrocarril le llevó a ser víctima de uno de los primeros accidentes en Estados Unidos. El 11 de noviembre de 1833, Vanderbilt viajaba como pasajero en un tren de Camden & Amboy que descarriló en unos prados próximos a Hightstown, Nueva Jersey debido a la rotura del eje de un vagón. Pasó un mes recuperándose de las heridas, dos costillas fracturadas y un pulmón perforado. En el mismo accidente resultó ileso el presidente de los Estados Unidos John Quincy Adams, quien viajaba un vagón delante del descarrilado.
En 1844, Vanderbilt fue elegido director del ferrocarril de Long Island, que en ese entonces contaba con una ruta entre Boston y Nueva York por medio de un transbordo en barco de vapor. En 1857 fue nombrado director del ferrocarril de Nueva York y Harlem.

### Ferrocarril Central de Nueva York
A inicios de la década de 1860, Vanderbilt comenzó a retirar su capital del negocio naviero e invertirlo en ferrocarriles. Adquirió el ferrocarril de Nueva York y Harlem en 1862-63, el ferrocarril del Río Hudson en 1864 y el Ferrocarril Central de Nueva York en 1867. En 1869 los fusionó en el ferrocarril Central de Nueva York y el Río Hudson.

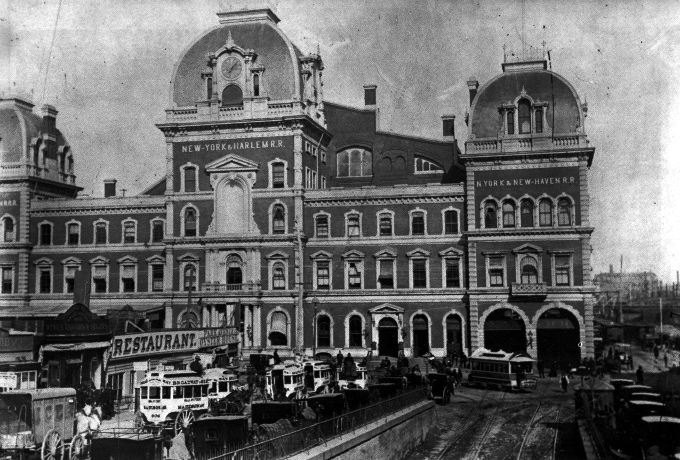
Vista hacia el extremo norte del Túnel Murray Hill hacia la estación en 1880; se aprecian los rótulos para los ferrocarriles de Nueva York y Harlem y de Nueva York y New Haven; el Central de Nueva York y el Río Hudson se ubicaba del lado izquierdo. Los dos portales de mayor tamaño a la derecha permitían que los trenes tirados por caballos continuaran hacia la ciudad.

### Gran Bodega Central
En octubre de 1871, Vanderbilt formalizó una sociedad con el ferrocarril de Nueva York y New Haven, uniéndolo con los ferrocarriles de su propiedad para consolidar sus operaciones en una terminal, ubicada en la calle 43 Oeste, llamada Gran Bodega Central, que fue la primera Gran Terminal Central, en donde hasta la fecha se encuentra una estatua de Vanderbilt. El techo de cristal de la estación se hundió durante una granizada el mismo día que murió Vanderbilt, en 1877. La estación fue reemplazada en el período de 1903 a 1913.

### Rivalidad con Jay Gould
Para 1873, había extendido sus líneas férreas hasta Chicago, Illinois. Por esta época Vanderbilt intentó obtener el control del ferrocarril de Erie, lo que le puso en conflicto directo con Jay Gould, quien era dueño del ferrocarril. Gould ganó la batalla por el control "diluyendo" sus acciones, que Vanderbilt compró en grandes cantidades, lo que le supuso perder más de 7 millones de dólares en su intento por obtener el control de la compañía, aunque después recuperó la mayor parte de este dinero.
Vanderbilt estaba acostumbrado a obtener lo que deseaba, pero aparentemente encontró la horma de su zapato en Jay Gould. Vanderbilt diría, con relación  a su derrota, "nunca patees a un zorrillo". No sería la última vez que Gould desafiaría a uno de los Vanderbilt. Años después de que muriera su padre, William Vanderbilt se hizo con el control de la compañía de telégrafos Western Union. Entonces Gould inauguró la American Telegraph Company, casi logrando sacar a la Western Union del negocio. Esto dejó a William con la única opción de adquirir las acciones de Gould, quien obtuvo una enorme ganancia en la transacción.

## Herencia de Vanderbilt
A la muerte de su esposa, Vanderbilt se fue a Canadá, donde el 21 de agosto de 1869 contrajo segundas nupcias con una prima, la señorita Crawford, originaria de Mobile, Alabama. La madre de Crawford, y su futura suegra, era hermana de Phebe Hand Vanderbilt (madre del Comodoro) y de Elizabeth Hand Johnson (antigua suegra y tía de Vanderbilt). La señorita Crawford era 43 años menor que su esposo. Fue su sobrino quien convenció a Cornelius Vanderbilt de financiar lo que finalmente sería la Universidad Vanderbilt.

Hombre de negocios implacable, se decía de Vanderbilt que en su vida había hecho pocos amigos y muchos enemigos. La percepción pública era la de un hombre vulgar y mezquino que hacía la vida de quienes lo rodeaban, incluida su familia, algo miserable. [cita requerida]

Solía decir que las mujeres compraban sus acciones debido a su fotografía en el certificado de adquisición. En su testamento, desheredó a todos sus hijos excepto a William, que era tan implacable en los negocios como su padre, y el único que Cornelius creyó capaz de mantener su imperio.
A su muerte a los 82 años, se estimaba la fortuna de Vanderbilt en más de 100 millones de dólares. Legó 95 millones a su hijo William, pero "solo" 500 000 a cada una de sus ocho hijas. Su esposa recibió 500 000 dólares en efectivo, su modesta residencia en la ciudad de Nueva York y 2000 acciones comunes del ferrocarril Central de Nueva York.
Vanderbilt donó apenas una pequeña parte de su fortuna a la beneficencia, incluyendo un millón de dólares para la Universidad Vanderbilt y 50 000 a la Iglesia de los Extraños en la ciudad de Nueva York. Su estilo de vida era modesto, dejando a sus descendientes la construcción de las Residencias Vanderbilt que caracterizaron la postguerra civil de Estados Unidos.

### Descendientes
Cornelius Vanderbilt fue enterrado en la cripta familiar en el Moravian Cemetery de New Dorp, en Staten Island. Tres de sus hijas y su hijo Cornelius Jeremiah Vanderbilt no aceptaron el testamento alegando que su padre tenía delirios de locura y no estaba en sus cabales. La infructuosa batalla legal duró más de un año, llevando al suicidio de Cornelius Jeremiah en 1882.
Hijos de Cornelius Vanderbilt y Sophia Johnson:
1. Phebe Jane (Vanderbilt) Cross (1814-1878)
2. Ethelinda (Vanderbilt) Allen (1817-1889)
3. Eliza (Vanderbilt) Osgood (1819-1890)
4. William Henry Vanderbilt (1821-1885)
5. Emily Almira (Vanderbilt) Thorn (1823-1896)
6. Sophia Johnson (Vanderbilt) Torrance (1825-1912)
7. Maria Louisa (Vanderbilt) Clark Niven (1827-1896)
8. Frances Lavinia Vanderbilt (1828-1868)
9. Cornelius Jeremiah Vanderbilt (1830-1882)
10. Mary Alicia (Vanderbilt) LaBau Berger (1834-1902)
11. Catherine Juliette (Vanderbilt) Barker LaFitte (1836-1881)

## Legado
El biógrafo de Vanderbilt, T. J. Stiles, dice: "Mejoró y amplió enormemente la infraestructura de transporte de la nación, contribuyendo a una transformación de la propia geografía de Estados Unidos. Adoptó las nuevas tecnologías y las nuevas formas de organización empresarial, y las utilizó para competir..... Ayudó a crear la economía corporativa que definiría a Estados Unidos en el siglo XXI".
El Comodoro había vivido con relativa modestia teniendo en cuenta sus medios casi ilimitados, derrochando sólo en caballos de carreras. Sus descendientes fueron los que construyeron las casas Vanderbilt que caracterizan la Edad Dorada de Estados Unidos.
Según The Wealthy 100, de Michael Klepper y Robert Gunther, Vanderbilt tendría un valor de 143.000 millones de dólares estadounidenses en 2007 si se tomara su riqueza total como parte del producto interior bruto (PIB) de la nación en 1877 (año de su muerte) y se aplicara en esa misma proporción en 2007. Esto le convertiría en la segunda persona más rica de la historia de Estados Unidos, después del cofundador de la Standard Oil, John Davison Rockefeller (1839-1937). Otro cálculo, de 1998, le sitúa en el tercer lugar, después de Andrew Carnegie. En términos reales, sin embargo, la riqueza máxima de Vanderbilt, de 105 millones de dólares en 1877, sólo serían 2.670 millones de dólares (en dólares de 2021)
En 1999, Cornelius Vanderbilt fue incluido en el Salón de la Fama del Ferrocarril de Norteamérica, en reconocimiento a sus importantes contribuciones a la industria ferroviaria. Fue incluido en la categoría de "Trabajadores y constructores ferroviarios: América del Norte".
En el lado sur de la Grand Central Terminal hay una estatua de Cornelius Vanderbilt, frente al viaducto de la carretera de Park Avenue hacia el sur. La estatua de bronce de 2,6 metros de altura fue esculpida por Ernst Plassmann y se encontraba originalmente en el depósito del ferrocarril del río Hudson en St. John's Park antes de ser trasladada a la Grand Central Terminal en 1929.

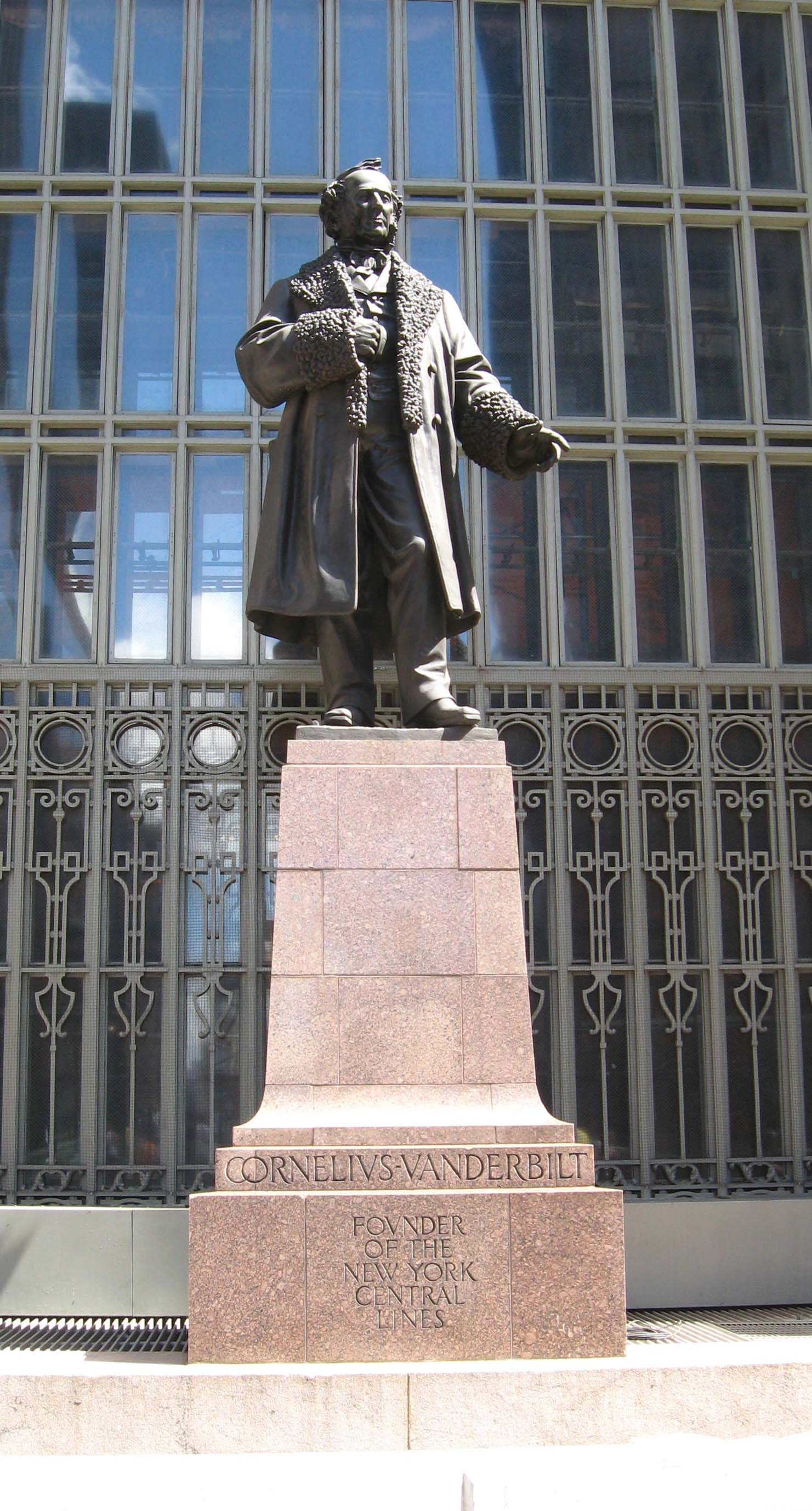
Estatua de Cornelius Vanderbilt en la moderna Grand Central Terminal.

## Apariciones en obras artísticas
- Es uno de los personajes de la serie documental Gigantes de la Industria[17]
- En su libro Capitalismo: el ideal desconocido, Ayn Rand describe las batallas entre Vanderbilt y los corruptos políticos neoyorquinos de la época.
- En Atlas Shrugged, Ayn Rand se basó en parte en Vanderbilt para crear el personaje de Nat Taggart.
- En "Las fiebres de la memoria" de Gioconda Belli, aparece como personaje secundario, pero de gran importancia sobre el destino del personaje principal Charles Choiseul Praslin. En el relato novelado de hechos verídicos se describe el viaje inaugural del Prometheus surcando la Ruta del Tránsito por el Río San Juan de Nicaragua uniendo el Océano Atlántico con el Pacífico